# Онотское муниципальное образование
Оно́тское муниципа́льное образова́ние — муниципальное образование со статусом сельского поселения в
Черемховском районе Иркутской области России. Административный центр — село Онот.

## Демография
По результатам Всероссийской переписи населения 2010 года
численность населения муниципального образования составила 892 человека, в том числе 427 мужчин и 465 женщин.

## Населенные пункты
В состав муниципального образования входят населённые пункты:
- Онот
- Ургантуй[2]